# Kanton L’Ouest Agenais
Der Kanton L’Ouest Agenais (offizielle Schreibweise: L’Ouest agenais) ist seit 2015 ein französischer Wahlkreis im Arrondissement Agen, im Département Lot-et-Garonne und in der Region Nouvelle-Aquitaine; sein Bureau centralisateur befindet sich in Colayrac-Saint-Cirq. 

## Gemeinden
Der Kanton besteht aus elf Gemeinden mit insgesamt 17.807 Einwohnern (Stand: 1. Januar 2022) auf einer Gesamtfläche von 163,12 km²:
| Gemeinde                    | Einwohner 1. Januar 2022 | Fläche km² | Dichte Einw./km² | Code INSEE | Postleitzahl |
| --------------------------- | ------------------------ | ---------- | ---------------- | ---------- | ------------ |
| Aubiac                      | 1.177                    | 13,86      | 85               | 47016      | 47310        |
| Brax                        | 2.103                    | 8,80       | 239              | 47040      | 47310        |
| Colayrac-Saint-Cirq         | 3.106                    | 21,36      | 145              | 47069      | 47450        |
| Estillac                    | 2.392                    | 7,94       | 301              | 47091      | 47310        |
| Laplume                     | 1.335                    | 32,64      | 41               | 47137      | 47310        |
| Marmont-Pachas              | 165                      | 7,96       | 21               | 47158      | 47220        |
| Moirax                      | 1.199                    | 16,20      | 74               | 47169      | 47310        |
| Roquefort                   | 2.091                    | 7,53       | 278              | 47225      | 47310        |
| Sainte-Colombe-en-Bruilhois | 1.552                    | 21,15      | 73               | 47238      | 47310        |
| Saint-Hilaire-de-Lusignan   | 1.509                    | 16,77      | 90               | 47246      | 47450        |
| Sérignac-sur-Garonne        | 1.178                    | 8,91       | 132              | 47300      | 47310        |
| Kanton L’Ouest Agenais      | 17.807                   | 163,12     | 109              | 4715       | –            |